# 요시타역
요시타역(일본어: 吉田駅, よしたえき)은 일본 오사카부 히가시오사카시에 있는 긴키 닛폰 철도의 철도역이다.
긴테쓰 하나조노 구장의 근처 역 중 하나이며, 긴테쓰 하나조노 구장 앞의 부역명을 가진 긴테쓰 나라선 히가시하나조노역과 비교하면, 이 역에서의 거리는 1km이상 떨어져 있다.

## 역 구조
상대식 승강장 2면 2선의 고가역. 개찰 및 콩코스는 2층, 승강장은 3층에 있다. 한신 고속 도로의 고가는 역사보다 더 위에 있다. 개찰구는 각각의 행선지에서 분리되어 있으며, 반대 방향으로 승강장 횡단 할 수 없으며 승강장에는 원맨 운전 지원용 홈 센서가 설치되어 있다. 엘리베이터 설치 역.

### 승강장
| 1 | ■ 긴테쓰 게이한나선 | 이코마 · 갓켄나라토미가오카 방면                    |
| 2 | ■ 긴테쓰 게이한나선 | 나가타 · 혼마치 · 벤텐초 · 오사카코 · 유메시마 방면 |

## 역 주변
- 긴테쓰 하나조노 구장
- 히가시오사카 시립 완충 녹지 공원
- 가노 공단
- 히가시오사카 요시타 역전 우체국
- 부영 히가시오사카 시마노우치 주택
- 한신 고속 13호 히가시오사카 선
- 국도 제308호선

## 역사
- 1986년 10월 1일: 히가시오사카선(현, 게이한나선) 나가타 ~ 이코마 간 개통 시에 개업.
- 2006년
  - 3월 21일: 도착・출발 멜로디 도입.
  - 3월 27일: 히가시오사카선이 게이한나선으로의 이행에 맞춰 역 번호 도입.
- 2007년 4월 1일: PiTaPa 사용 개시.

## 인접역
| 긴키 닛폰 철도 게이한나선 | 긴키 닛폰 철도 게이한나선 | 긴키 닛폰 철도 게이한나선              |
| ------------------------- | ------------------------- | -------------------------------------- |
| C24 아라모토 나가타 방면  | ■ 게이한나선              | 신이시키리 C26 갓켄나라토미가오카 방면 |